# Tongres (peuple belge)
Pour les articles homonymes, voir Tongre.

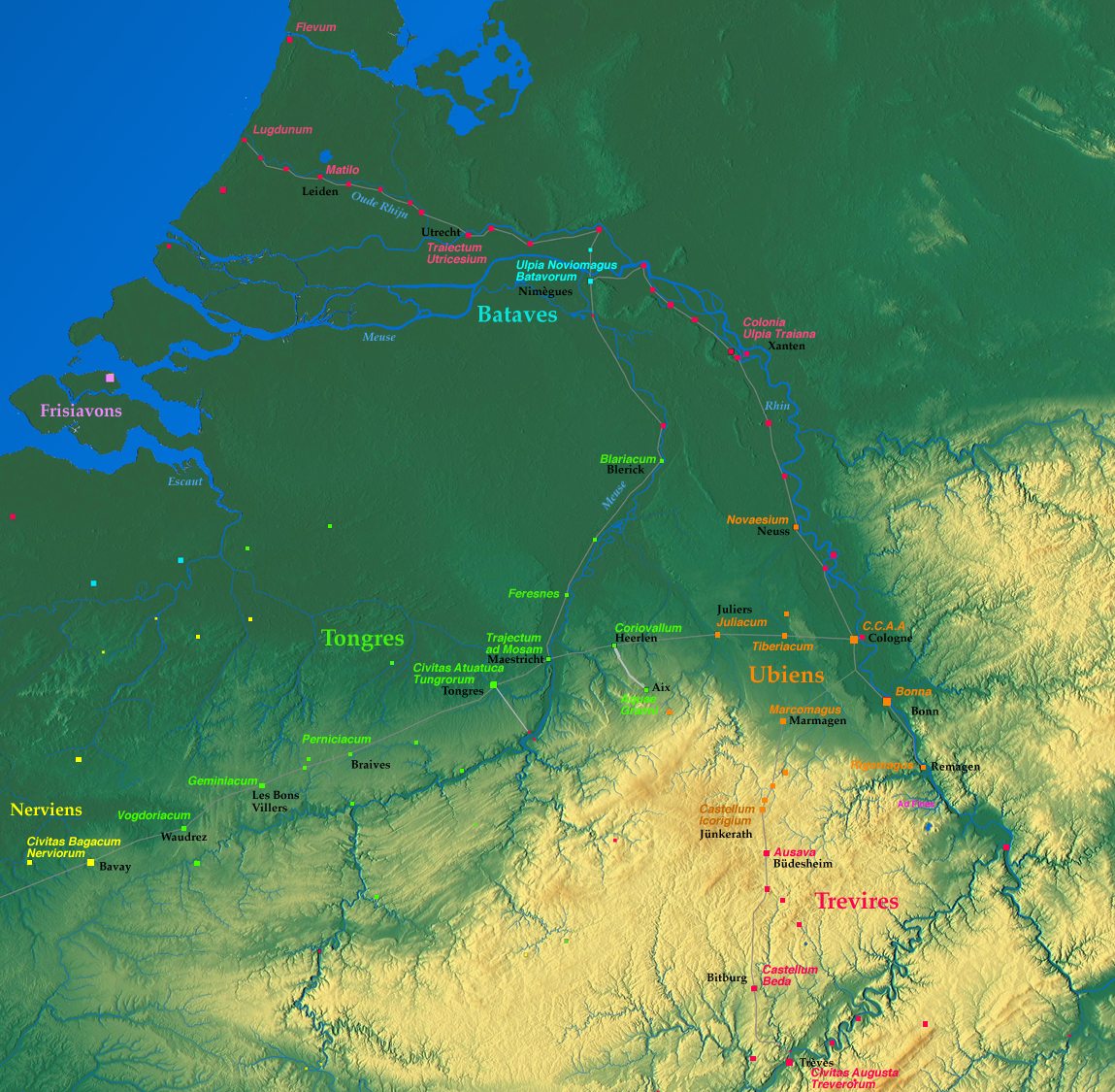
La province romaine de Germania Inferior, montrant Atuatuca, Tongres moderne, capitale des Tungri (Tungres) et les vicus tongres le long de la chaussée romaine de Bavai à Cologne

Les Tongres ou Tungres, en latin: Tungri ou Tongri ou tongriens (pour les chroniqueurs médiévaux) sont un ancien peuple de la Gaule Belgique. Les Tongres habitaient probablement les provinces modernes du Limbourg belge, du Limbourg néerlandais et une partie de l'Allemagne moderne environ jusqu'à Aix-la-Chapelle. 
Leur nom est à l'origine de la dénomination d'une série de villes en Belgique et aux Pays-Bas, comme Tongres et peut-être Tongerlo, Tongrinne, Tongelre.

## Historique et récit légendaire
Les Tongres sont mentionnés par le récit légendaire, en vogue jusqu'au XVe siècle au moins dans le Hainaut, de la fondation de la cité de Belgis par Bavo et ses descendants. 
Les Tongres sont attestés par Ptolémée qui leur donne Atuatucum pour capitale (il s'agit très probablement de la forteresse d'Atuatuca attribuée aux Éburons lors de la Guerre des Gaules par César). Pline nomme les « Tongres » au nombre des tribus belges, sans citer les Eburons. 

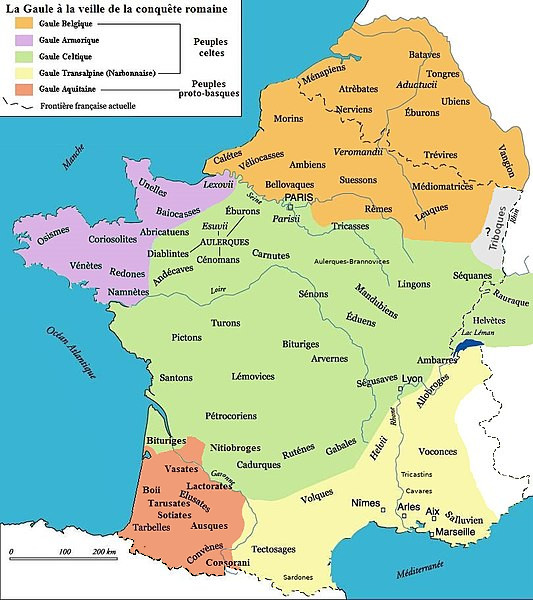
Les Tongres auraient un temps fait partie de la Gaule

Tacite, explique le changement de dénomination, sous l'effet de migrations germaniques (probablement les Sicambres de l'époque de Marcus Lollius Paulinus et de Tiberius Claudius Nero qui en transféra dans l'Empire) : « Les premiers [Germains] qui passèrent le Rhin et chassèrent les Gaulois, et qui maintenant se nomment Tongres, se nommèrent alors Germains. Ce nom, borné d'abord à une simple tribu, s'étendit peu à peu, et, créé par la victoire pour inspirer plus de crainte, il fut bientôt adopté par la nation tout entière ». On retrouve probablement là les premières actions conduisant à la formation de la future ligue des Francs. 
Comme César avait prétendu qu'il avait exterminé les Éburons, la création de cette nouvelle civitas regroupe les Éburons, les Condruses et les Atuatuques, ils reçurent un autre nom, celui qu'ils se donnaient à eux-mêmes. 

### Étymologie
Une des étymologie proposées est un mot dérivé du germanique *tuŋʒon (cf. vieux saxon tunga, allemand Zunge, néerlandais tong), c'est-à-dire ceux qui parlent notre langue ou encore un terme dérivé du celtique *tong- 'jurer' (cf. vieil irlandais tongu 'je jure')[réf. nécessaire]. Quant à la cité d' Aduatuca, si elle figure sous les noms de Tongres dans l'itinéraire d'Antonin et Aduaca sur la Table de Peutinger, elle est dénommée Tungri chez Ammien Marcellin qui écrit au IVe siècle.
Dans la Notitia dignitatum, il est fait mention qu'une première cohorte avait été installée à Vercovicium (Housesteads) au Mur d'Hadrien dans le Northumberland. La cohorte a par la suite été divisée à l'époque d'Hadrien pour en former une deuxième, les deux comprenant 1 000 hommes (militaires). 

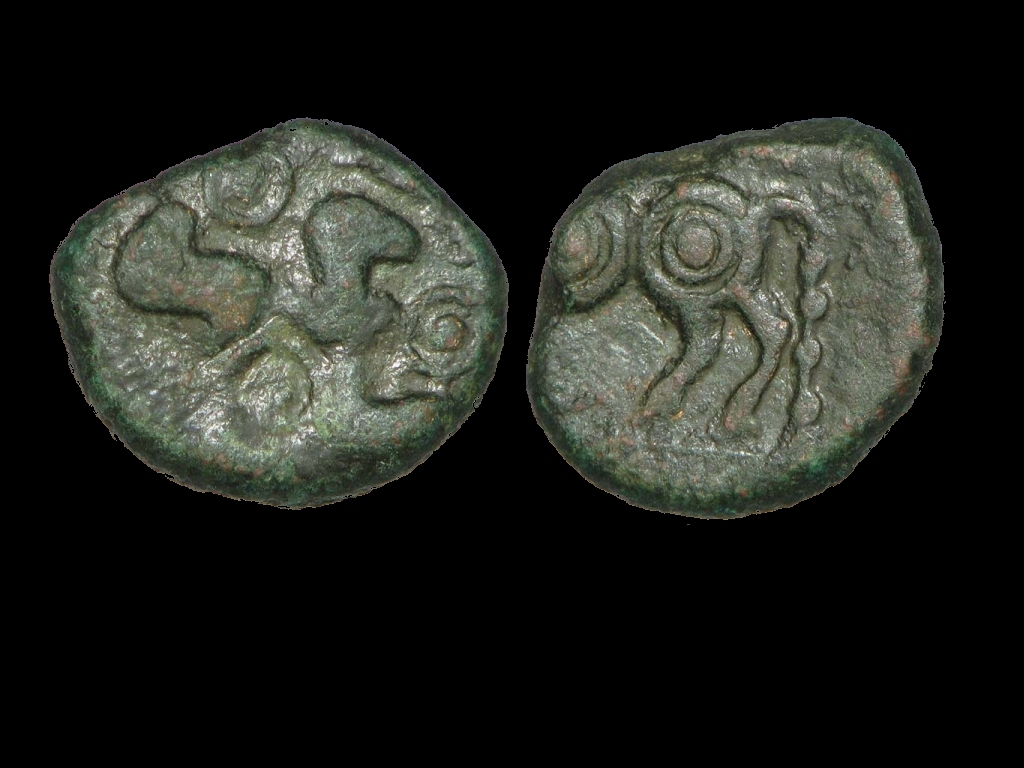
Monnaie de la tribu des Tongres

Voir : Sicambres